# Saint-Théoffrey
Saint-Théoffrey település Franciaországban, Isère megyében. Lakosainak száma 609 fő (2022. január 1.). Saint-Théoffrey Laffrey, Cholonge, Notre-Dame-de-Vaulx, Pierre-Châtel, Saint-Jean-de-Vaulx és Villard-Saint-Christophe községekkel határos.

## Népesség
A település népessége az elmúlt években az alábbi módon változott:
| Lakosok száma | 171  | 210  | 279  | 417  | 450  | 492  | 521  | 540  | 563  | 609  |
|               | 1968 | 1982 | 1990 | 2006 | 2013 | 2015 | 2017 | 2019 | 2020 | 2022 |